# Люцерна рання
Люцерна рання (Medicago praecox) — вид квіткових рослин з родини бобових (Fabaceae).

## Морфологічна характеристика
Це однорічна трав'яниста рослина, від лежачої до висхідної, зазвичай лежача, 10–30 см, рідко вкрита простими волосками, розгалужена біля основи. Листочки дрібні, 2–9 × 2–7 мм, обернено-яйцеподібні чи зворотно-сердцеподібні, з незалозисто-запушеними волосками на середній жилці. Суцвіття з 1–2 квітками. Квітки жовті, дрібні, ≈ 2 мм. Чашечка 2–2.3 мм, злегка повстиста, зубці чашечки приблизно дорівнюють довжині трубки. Віночок трохи довший за чашечку, 2.5 мм. Біб коротко-циліндричний, 2–4.5 мм заввишки, колючий, з простими волосками, рідко майже голий. Насіння ≈ 2.5 мм, ± оранжеве. 2n = 16.

## Поширення
Росте на півдні Європи й на заході Азії (Болгарія, Кіпр, Франція (у т. ч. Корсика), Греція (у т. ч. Крит і Східно-Егейські острови), Італія (у т. ч. Сардинія), Крим, Ліван-Сирія, Іспанія (у т. ч. Балеарські острови), Туреччина, колишня Югославія); інтродуковано до Китаю, Австралії, США, Великої Британії, Швеції. Населяє скелясті схили біля моря.
В Україні росте на сухих схилах та у виноградниках — у Криму, рідко.